# French Kiss (groupe)
Pour les articles homonymes, voir French Kiss.
French Kiss (フレンチ・キス) est un groupe féminin de J-pop créé en 2010, composé de trois idoles japonaises. C'est un sous-groupe du groupe AKB48, dont ses membres font partie en parallèle. Son premier single, Zutto Mae Kara, sert de thème de fin à la série anime Major (6e saison) et se classe N°5 des ventes à l'oricon. Le deuxième, intitulé If, se classe N°2 en janvier 2011, et sert de thème musical à l'OAV Kyō, Koi o Hajimemasu. Le troisième, Kakko Warui I Love You!, sert de thème d'ouverture à la série anime Sket Dance, et se classe N°2 en mai 2011.

## Membres
- Yuki Kashiwagi (Team B)
- Asuka Kuramochi (Team A)
- Aki Takajo (Team A)

## Discographie

### Singles
1. 8 septembre 2010 – Zutto Mae Kara (ずっと前から?)
2. 19 janvier 2011 – If
3. 11 mai 2011 – Kakko Warui I Love You! (カッコ悪い I love you!?)
4. 23 novembre 2011 – Saisho no Mail (最初のメール?)
5. 18 juillet 2012 – Romance Privacy (ロマンス・プライバシー?)
6. 1er octobre 2014 – Omoidasenai Hana (思い出せない花?)